# Paracletus
Paracletus è il quinto album in studio del gruppo musicale black metal francese Deathspell Omega, pubblicato nel 2010.

## Tracce
1. Epiklesis – 1:42
2. Wings of Predation – 3:43
3. Abscission – 6:07
4. Dearth – 3:47
5. Phosphene – 7:03
6. Epiklesis – 3:06
7. Malconfort – 4:57
8. Have You Beheld the Fevers? – 2:59
9. Devouring Famine – 5:09
10. Apokatastasis Pantôn – 4:01